# SPEC (program)
program SPEC (ang. Support Programme for Employment Creation) - Program Wspierania Tworzenia Miejsc Pracy z zakresu polityki społecznej Unii Europejskiej. Jego nazwa jest akronimem od pełnej angielskiej nazwy. Zainicjowany przez Radę Europy w 1990 r. na wniosek Komisji Europejskiej skierowany został jako program przedakcesyjny do krajów kandydujących z Europy Środkowo-Wschodniej celem wspierania przedsięwzięć zmierzających do stworzenia nowych miejsc pracy lub utrzymania dotychczasowego stanu zatrudnienia.
Program SPEC priorytetowo traktował:
- projekty tworzenia nowych miejsc pracy w wymiarze transgranicznym,
- akcje pilotażowe,
- zmiany innowacyjne i strukturalne na rynku pracy,
- rozwój lokalnej aktywności i przedsiębiorczości,
- oferował finansową i techniczną.